# Patrick Bruders
 (septembre 2012).
Si vous disposez d'ouvrages ou d'articles de référence ou si vous connaissez des sites web de qualité traitant du thème abordé ici, merci de compléter l'article en donnant les références utiles à sa vérifiabilité et en les liant à la section « Notes et références ».
Patrick Bruders est un bassiste américain. Il est particulièrement connu pour avoir été le bassiste du groupe de black/death Goatwhore de 1997 à 2004.
En 2005, il devient le bassiste de Crowbar. Depuis 2011, il est le bassiste live pour Down, et a été récemment confirmé en tant que membre du groupe à part entière, remplaçant Rex Brown.